# Molló de la creu
El Molló de la Creu es un cerro de 456 m de altura formado por materiales calizos en el término municipal de Gandía en Valencia.
Su nombre se debe a una cruz que hubo durante muchos años en su cima pero de la que ahora solo queda parte de ella debido seguramente a un rayo.

## Flora
Sus laderas están recubiertas de pinos y matorral mediterráneo.

## Situación
Desde su cima, se disfrutan de unas impresionantes vistas de la línea de costa.